# D (metro de Nueva York)
La D Sixth Avenue Express (línea D exprés de la Sexta Avenida en español) es un servicio del metro de Nueva York. Las señales de las estaciones, el mapa del metro de Nueva York, y los letreros digitales están pintados en color naranja, ya que representa el color de la línea de la Sexta Avenida que pasa sobre la isla de Manhattan.
El servicio de la línea D opera todo el tiempo, desde la calle 205 en Norwood, Bronx, hacia la avenida Stillwell en Coney Island, Brooklyn, vía Central Park West y la Sexta Avenida en Manhattan, y vía el puente de Manhattan hacia y desde Brooklyn. En Brooklyn, el servicio D opera vía la Cuarta avenida y la línea West End.
Los trenes del servicio D generalmente operan local en el Bronx, expreso en Manhattan, y local en Brooklyn. Sin embargo, los trenes de horas pico al norte de la calle 145 operan solo como rutas expresas en las vías congestionadas (en las mañanas hacia Manhattan, en las tardes desde Manhattan) a lo largo de la línea Concourse. Los trenes de Brooklyn operan siempre como rutas expresas a lo largo del corredor de la Cuarta Avenida excepto a altas horas de las noches.
La flota del servicio D consiste principalmente en vagones modelos R68s, aunque algunas veces los modelos R68As operan en el servicio. Los modelos R40s y R40Ms son usados para proveer servicios extras al servicio D durante alguna construcción o los juegos en el estadio Yankee.
Las siguientes líneas son usadas por el servicio D:
| Línea                                                                           | Vías                                                     | Cuando  |
| ------------------------------------------------------------------------------- | -------------------------------------------------------- | ------- |
| Línea Concourse (línea completa)                                                | local (expreso durante horas pico y vías congestionadas) | siempre |
| Línea de la Octava Avenida desde la calle 145 hacia la calle 59–Columbus Circle | expreso                                                  | siempre |
| Línea de la Sexta Avenida desde la calle 59 hacia Broadway–Calle Lafayette      | express                                                  | siempre |
| Conexión con la Calle Chrystie (línea completa)                                 | expreso                                                  | siempre |
| BMT Manhattan Bridge north tracks (línea completa)                              | N/D                                                      | siempre |
| Línea de la Cuarta Avenida al norte de la calle 36                              | expreso (local en las noches)                            | siempre |
| Línea West End (línea completa)                                                 | local                                                    | siempre |

## Historia

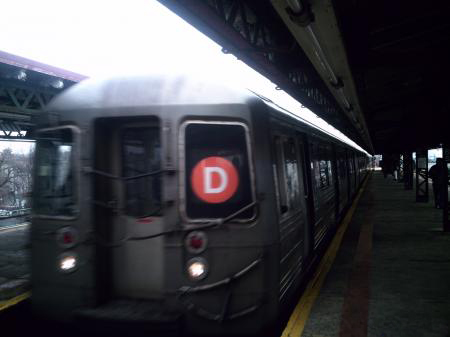
Un tren del servicio D hacia Coney Island- modelo R68s en la calle 62.

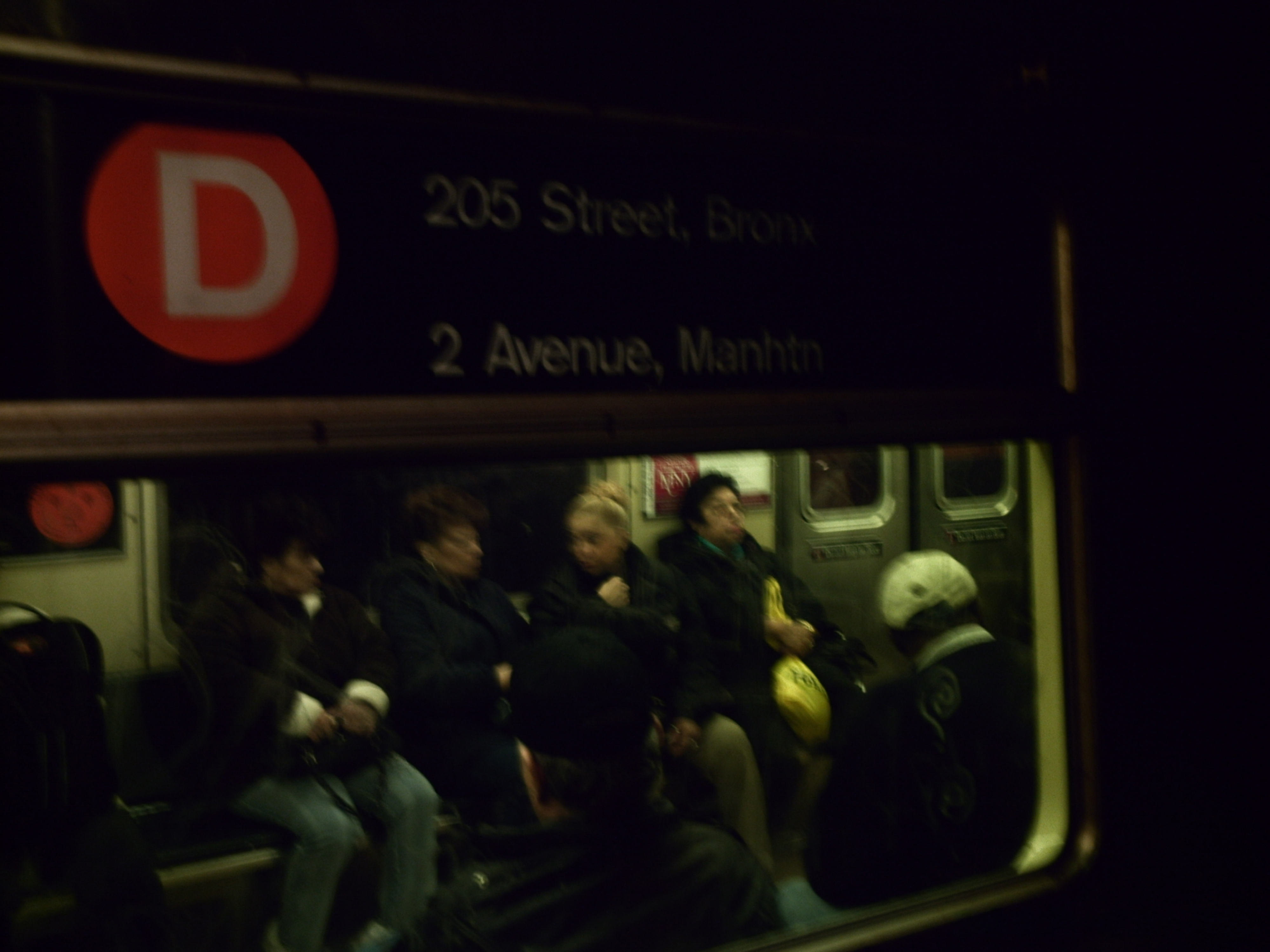
Tren modelo R40, en operación en la línea D debido a construcciones.

- El servicio D oficialmente empezó a operar el 15 de diciembre de 1940 cuando la línea de la Sexta Avenida abrió. Operaba desde Norwood-Calle 205, desde el Bronx hacia la calle Chambers en la línea de la Octava Avenida (para ese tiempo se llamaba Hudson Terminal), cambiando desde la Sexta Avenida hacia las líneas de la Octava Avenida y la 4.ª Calle Oeste.

- El 29 de diciembre de 1951, el servicio expreso en las direcciones congestionadas que operaba en el Bronx fue suspendido.

- El 30 de octubre de 1954, una conexión entre la IND South Brooklyn Line y la línea Culver abrió. El servicio D cambio de ruta hacia Coney Island-Avenida Stillwell con trenes limitados durante horas pico hacia la avenida Church.

- De 1957 a 1959, trenes expresos de horas pico operaban limitadamente y/o local hacia la avenida Euclid.
- Desde el 4 de diciembre hasta el 27 de diciembre de 1962, un servicio especial fue proveído como DD debido a que hubo una ruptura en el sistema de tuberías de agua potable. Empezó a operar como ruta local desde la calle 205, en el Bronx hacia la calle 59-Columbus Circle, después siguió operando como ruta local  hasta la línea de la Octava Avenida al este de la Cuarta calle, donde se cambia a la línea de la Sexta Avenida y continúa su ruta normal hacia Coney Island-Avenida Stillwell vía la línea Culver.

- El 26 de noviembre de 1967, la conexión de la Calle Chrystie abrió, añadiendo un servicio expreso en la línea de la Sexta Avenida y conectandola con el puente de Manhattan. El servicio D fue cambiado por la línea Brighton vía  con este nuevo conector. Luego se convirtió en el servicio expreso durante los días de semana en Brighton Beach y otras veces en el servicio local en la avenida Stillwell. En Manhattan, luego como ruta expresa al oeste de la Cuarta Avenida hacía empezó a operar en las horas pico calle 34 (la B). Luego se convertiría en una línea de servicio completo y ruta expresa en la Sexta Avenida cuando el servicio de horas no pico fue extendido hacia la calle 57–Sexta Avenida.

- Cuando el extremo norte del puente de Manhattan fue cerrado en abril de 1986, el servicio D operó en dos secciones, una entre el Bronx y la calle 34 mientras que la otra operó desde la calle 57 en la línea Broadway, después operó como ruta expresa a lo largo de la línea Broadway hacia  la calle Canal, después sobre el extremo sur del puente de Manhattan hacía Brooklyn, y después a lo largo de la línea Brighton hacia la avenida Stillwell. En ese tiempo, durante los días de semana los servicios D y Q se saltaban paradas con dirección hacia Brooklyn.

- En 1988, en el extremo norte de la línea fue reabierta y las dos secciones se unieron. El servicio D ahora opera local en tiempo completo desde Brighton hacia la avenida Stillwell.

- En mayo de 1995, en el extremo norte de la línea fue cerrada durante los mediodías y fines de semana y el servicio D fue cortado al sur de la calle 34. El 22 de julio de 2001, fue cerrada completamente y el servicio D fue cortado otra vez. En Brooklyn, fue reemplazado por el servicio local Q.

- Después de los atentados del 11 de septiembre de 2001, el servicio C fue suspendido. Los fines de semana, el servicio D operaba como ruta local en la línea de la Octava Avenida al norte de la calle 59 para abastecer a los  usuarios de la línea suspendida.

- El 22 de febrero de 2004, la parte norte del puente de Manhattan fue reabierto, y los trenes del servicio D fueron extendidos vía la parte norte del puente hacia Brooklyn, reemplazando el servicio W como la línea de la Cuarta Avenida (local en altas horas de la noche) y local desde la línea West End hacia la avenida Stillwell.

- Desde el 25 de mayo 24 a otoño del 2004, la construcción de la línea Concourse provocó que se suspendieran los servicios expresos del servicio D en el Bronx, pero el servicio B siguió operando hacia el bulevar Bedford Park durante las horas pico.

- El incendio de la Octava Avenida en enero de 2005 causó que los trenes del servicio D operaran local en la línea de la Cuarta Avenida al norte de la calle 59 durante las tardes de días de semana  hasta que el servicio C fue restablecido el 2 de febrero.

## Estaciones
Para una lista detallada sobre las estaciones, vea el artículo de arriba.
| Leyenda de la estación de servicio                       | Leyenda de la estación de servicio                       |
| -------------------------------------------------------- | -------------------------------------------------------- |
| Hace paradas todo el tiempo                              | Paradas todo el tiempo                                   |
| Hace paradas todo el tiempo                              | Paradas todo el tiempo excepto a altas horas de la noche |
| Hace paradas sólo en la noche                            | Paradas sólo en la noche                                 |
| Hace paradas sólo los días de semana                     | Paradas en días de semana                                |
| Hace paradas todo el tiempo, excepto en horas pico       | Paradas todo el tiempo excepto horas pico                |
| Hace paradas sólo en horas pico                          | Paradas sólo en horas pico                               |
| Hace paradas en horas pico en direcciones congestionadas | Paradas horas pico o vías congestionadas                 |
| Detalles del periodo de tiempo                           |                                                          |

| Servicio D                                         | Estación                             | Acceso para discapacitados | Transferencias                                                                                             | Conexiones                                                               |
| -------------------------------------------------- | ------------------------------------ | -------------------------- | --- | ------------------------------------------------------------------------ |
| El Bronx                                           |                                      |                            | |                                                                          |
| Hace paradas todo el tiempo                        | Norwood–205th Street                 |                            | |                                                                          |
| Hace paradas todo el tiempo                        | Bedford Park Boulevard               |                            | B |                                                                          |
| Hace paradas todo el tiempo                        | Kingsbridge Road                     | Acceso para discapacitados | B |                                                                          |
| Hace paradas todo el tiempo                        | Fordham Road                         |                            | B |                                                                          |
| Hace paradas todo el tiempo, excepto en horas pico | 182nd–183rd Streets                  |                            | B |                                                                          |
| Hace paradas todo el tiempo                        | Tremont Avenue                       |                            | B |                                                                          |
| Hace paradas todo el tiempo, excepto en horas pico | 174th–175th Streets                  |                            | B |                                                                          |
| Hace paradas todo el tiempo, excepto en horas pico | 170th Street                         |                            | B |                                                                          |
| Hace paradas todo el tiempo, excepto en horas pico | 167th Street                         |                            | B |                                                                          |
| Hace paradas todo el tiempo, excepto en horas pico | 161st Street-River Avenue            | Acceso para discapacitados | B 4 (IRT Jerome Avenue Line)                                                                               |                                                                          |
| Manhattan                                          |                                      |                            | |                                                                          |
| Hace paradas todo el tiempo, excepto en horas pico | 155th Street-8th Avenue              |                            | B |                                                                          |
| Hace paradas todo el tiempo                        | 145th Street                         |                            | B A C (IND Eighth Avenue Line)                                                                             |                                                                          |
| Hace paradas todo el tiempo                        | 125th Street                         | Acceso para discapacitados | A B C | Bus M60 hacia el Aeropuerto LaGuardia                                    |
| Hace paradas todo el tiempo                        | 59th Street–Columbus Circle          |                            | A B C 1 2 (IRT Broadway–Seventh Avenue Line)                                                               |                                                                          |
| Hace paradas todo el tiempo                        | 7th Avenue-53rd Street               |                            | B E (IND Queens Boulevard Line)                                                                            |                                                                          |
| Hace paradas todo el tiempo                        | 47th–50th Streets–Rockefeller Center |                            | B F M |                                                                          |
| Hace paradas todo el tiempo                        | 42nd Street–Bryant Park              |                            | B F M 7 <7> (IRT Flushing Line en Fifth Avenue–Bryant Park)                                                |                                                                          |
| Hace paradas todo el tiempo                        | 34th Street–Herald Square            | Acceso para discapacitados | B F M N Q R W (BMT Broadway Line)                                                                          | PATH en 33rd Street Amtrak, LIRR, NJ Transit en la estación Pennsylvania |
| Hace paradas todo el tiempo                        | West Fourth Street–Washington Square | Acceso para discapacitados | B F M A C E (IND Eighth Avenue Line)                                                                       | PATH en 9th Street                                                       |
| Hace paradas todo el tiempo                        | Broadway–Lafayette Street            |                            | B F M 4 6 <6> (IRT Lexington Avenue Line en Bleecker Street; transferencia solo a los trenes del downtown) |                                                                          |
| Hace paradas todo el tiempo                        | Grand Street                         |                            | B |                                                                          |
| Brooklyn                                           |                                      |                            | |                                                                          |
| Hace paradas sólo en la noche                      | DeKalb Avenue                        | Acceso para discapacitados | N Q R |                                                                          |
| Hace paradas todo el tiempo                        | Atlantic Avenue–Pacific Street       | Acceso para discapacitados | N R B Q (BMT Brighton Line) 2 3 4 5 (IRT Eastern Parkway Line)                                             | LIRR Atlantic Branch en Flatbush Avenue                                  |
| Hace paradas sólo en la noche                      | Union Street                         |                            | N |                                                                          |
| Hace paradas sólo en la noche                      | Ninth Street                         |                            | N |                                                                          |
| Hace paradas sólo en la noche                      | Prospect Avenue                      |                            | N |                                                                          |
| Hace paradas sólo en la noche                      | 25th Street                          |                            | N |                                                                          |
| Hace paradas todo el tiempo                        | 36th Street-4th Avenue               |                            | M N R |                                                                          |
| Hace paradas todo el tiempo                        | Ninth Avenue                         |                            | D |                                                                          |
| Hace paradas todo el tiempo                        | Fort Hamilton Parkway                |                            | D |                                                                          |
| Hace paradas todo el tiempo                        | 50th Street                          |                            | D |                                                                          |
| Hace paradas todo el tiempo                        | 55th Street                          |                            | D |                                                                          |
| Hace paradas todo el tiempo                        | 62nd Street                          |                            | D N (BMT Sea Beach Line en New Utrecht Avenue)                                                             |                                                                          |
| Hace paradas todo el tiempo                        | 71st Street                          |                            | D |                                                                          |
| Hace paradas todo el tiempo                        | 79th Street                          |                            | D |                                                                          |
| Hace paradas todo el tiempo                        | 18th Avenue                          |                            | D |                                                                          |
| Hace paradas todo el tiempo                        | 20th Avenue                          |                            | D |                                                                          |
| Hace paradas todo el tiempo                        | Bensonhurst-Bay Parkway              |                            | D |                                                                          |
| Hace paradas todo el tiempo                        | 25th Avenue                          |                            | |                                                                          |
| Hace paradas todo el tiempo                        | Bay 50th Street                      |                            | |                                                                          |
| Hace paradas todo el tiempo                        | Coney Island–Stillwell Avenue        | Acceso para discapacitados | F (BMT Culver Line) N (BMT Sea Beach Line) Q (BMT Brighton Line)                                           |                                                                          |